# 磴口县
40°19′40″N 107°00′11″E / 40.32778°N 107.00306°E
磴口县是内蒙古自治区巴彦淖尔市东部下辖的一个县，面积4167平方公里。

## 历史
清乾隆年间，因鄰近阿拉善的吉蘭泰鹽湖，清廷选定磴口为吉兰泰食盐外运码头，并设衙署，驻扎司员，促进了該地手工业、农业和商业的发展。

中華民國時期，磴口縣先後屬甘肅、寧夏兩省管轄

1926年，冯玉祥五原誓师后向西挺进，国民军途径磴口，为军需供应方便和与绥甘宁衔接，决定设“磴口兵站”，1929年1月，国民政府设磴口县，归属寧夏省。1958年，由西套二旗改置的巴彦淖尔盟与河套行政区合并，仍称巴彦淖尔盟，盟府设在磴口县巴彦高勒镇。1960年撤销磴口县，成立巴彦高勒市。1964年撤销巴彦高勒市，恢复磴口县。此后随着巴彦淖尔撤盟改市，归属巴彦淖尔市。

## 人口
根據第七次人口普查數據，截至2020年11月1日零時，磴口縣常住人口為90196人。
全縣总人口约12万人（2006年）。

## 农业
該地為巴彥淖爾市的農業縣，主要生產番茄、油葵。近年當地政府於此發展農業科技園區，並在該縣轄下的協成鎮、補隆淖爾與巴彥高勒三個鎮設為以有機農業為主的農業示範區。

## 文化
該地位於寧夏和巴彥淖爾交界處，受西北寧夏和內蒙西部山西移民文化雙重影響。

### 方言
磴口县境内的汉语方言主要属于晋语五台片。當地俗稱後套話。

## 行政区划
磴口县下辖4个镇、1个苏木：
巴彦高勒镇、隆盛合镇、渡口镇、补隆淖镇、沙金套海苏木、乌兰布和农场、巴彦套海农场、哈腾套海农场、包尔盖农场、纳林套海农场和沙漠林业实验中心农场。

## 交通
- 110国道过境。